# Арбогаст Младший

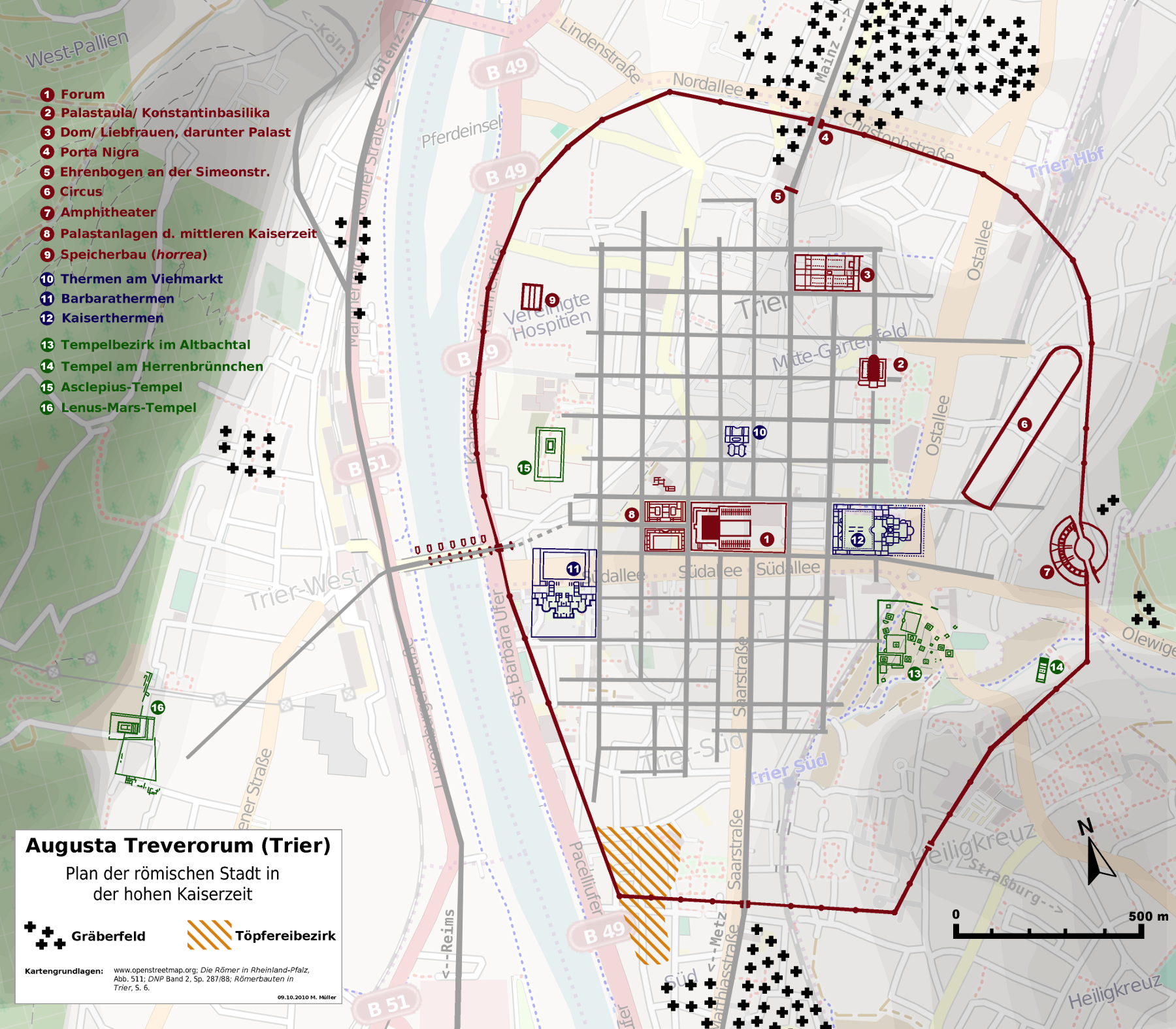
План Августы Треверорум

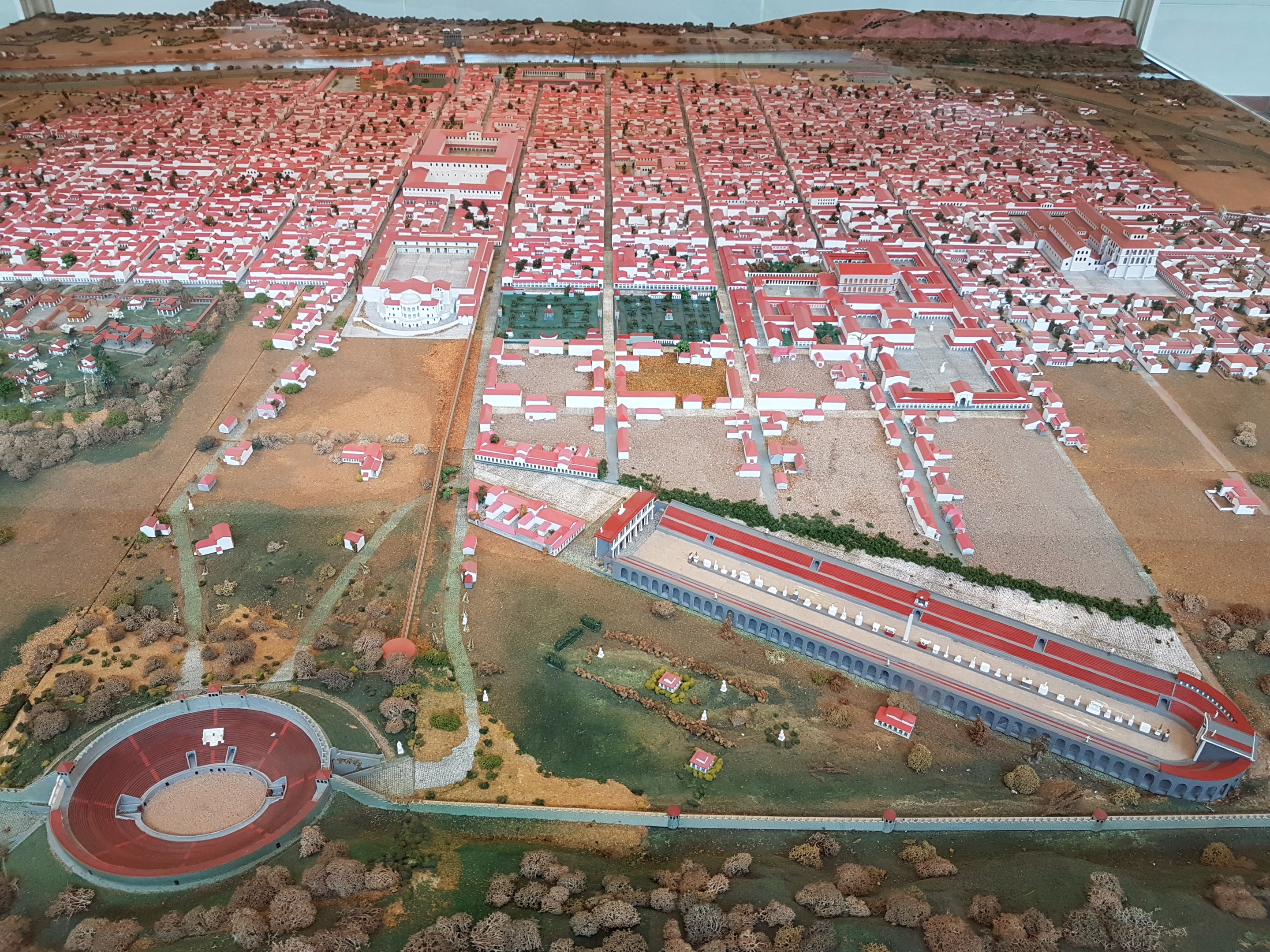
Макет Августы Треверорум.
Рейнский региональный музей в Трире

Арбогаст Младший (лат. Arbogastes Minor; умер не ранее 480) — западно-римский комит Августы Треверорум (современного Трира) в 470-х годах; возможно, епископ Шартра в первой половине 480-х годов.

## Биография
Известные о Арбогасте Младшем сведения содержатся в трудах двух его современников: направленных ему в 476 или 477 году письме епископа Клермона Сидония Аполлинария и стихотворном послании епископа Туля Авспиция Тульского.
Арбогаст Младший происходил из романизированной франкской семьи. Авспиций Тульский упоминал, что среди предков Арбогаста Младшего был погибший в 394 году военный магистр Арбогаст Старший. Предполагается, что Арбогаст Младший был внуком Арбогаста Старшего или через отца или через мать. В своём сочинении Авспиций Тульский упоминал об отце Арбогаста Младшего Аригии как о знатном уроженце Трира, происходившем из сенаторской семьи. Согласно одной надписи, тот был комитом в Трире. Мать же Арбогаста Младшего, которую, возможно, звали Флорентия (или Флорентина), принадлежала к одной из богатых галло-римских семей.
Сам Арбогаст был по вероисповеданию христианином-никейцем. Согласно письму Сидония Аполлинария, Арбогаст был высокообразованным для своего времени человеком, обладавшим несомненным литературным талантом. В послании упоминается о просьбе Арбогаста к Сидонию Аполлинарию написать работу о толковании Священного Писания, которую поэт отклонил. В этом франке Сидоний Аполлинарий видел одного из последних защитников рушащейся Западной Римской империи и римской культуры вообще. Об образованности и христианском рвении Арбогаста сообщается и в послании Авспиция.
Ещё юношей Арбогаст поступил на римскую военную службу, отличился в проходивших тогда военных компаниях и, благодаря этому, получил в управление город Августа Треверорум (современный Трир). Когда это точно произошло, неизвестно. Предполагается, что Арбогаст мог быть поставлен правителем этого города вскоре после 459 года Эгидием. Возможно, тогда он носил титул «vir spectabilis». В 470-х годах (в 471 году или около 477 года) Арбогаст получил должность «комита Августы Треверорум» (лат. comes Trevirorum), соединив в своих руках гражданскую и военную власть над Триром и его окрестностями. Известно, что под управлением Арбогаста находилось «большое владение» (лат. domine maior), включавшее не только Трир, но и некоторые селения в долине Среднего Мозеля. Возможно, в сферу его власти входил и город Туль.
Владения Арбогаста находились на стыке трёх часто враждебных друг другу этнических групп: галло-римлян во главе с Сиагрием, франков короля Хильдерика I и алеманнов. В качестве военной силы Арбогаст использовал всё ещё остававшиеся на этих территориях немногочисленные римские войска и, возможно, помощь франкских федератов. Вероятно, Арбогасту довольно продолжительное время удавалось отбивать нападения германцев на свои владения и даже одержать над ними несколько побед. Предполагается, что Арбогаст признавал над собой власть последних римских императоров, хотя в управлении своими владениями действовал вполне самостоятельно. Возможно, после устранения Ромула Августа Арбогаст сам намеревался претендовать на императорский титул, но быстрое утверждение в Италии Одоакра не позволило ему это сделать.
В современных ему источниках Арбогаст никогда не наделялся титулом «король» (лат. rex), хотя в трудах авторов Нового времени этот титул ему приписывался. Вероятно, на находившихся в его управлении территориях правитель Августы Треверорум обладал всей полнотой гражданской и военной власти. 470-е годы — переходный период между римской и франкской эпохами на северных территориях Римской Галлии. Известно и о нескольких других, таких же последних римских правителях находившихся здесь городов: Хубальде (Hubaldus) в Руане, «comes Castrodunensis» Иоанне, анонимном «comes Blasensis» и Тито, впоследствии приехавшим в Константинополь и поступившем на службу к византийским императорам.
По разным данным, Трир стал франкским в 480, 485 или 486 году. Однако в городе полностью отсутствуют могилы франков вплоть до 500 года, что свидетельствует в пользу более поздней даты овладения рипуарскими франками Триром.
Предполагается, что упоминающийся в 480 или 481 году одноимённый Арбогасту Младшему епископ Шартра тождественен комиту Трира. Вероятно, что после очередного нападения франков на Трир в 479 или 480 году Арбогаст покинул родной город, уехал в находившийся в Суасонской области город Шартр, принял здесь духовный сан и вскоре с согласия Сиагрия стал здесь епископом. В списках глав Шартрской епархии Арбогаст назван преемником Полихрония и предшественником Флавия I. Вероятно, он занимал епископскую кафедру очень непродолжительное время, так как его преемник уже в 483 году был епископом Шартра.